# ベティ・コムデン
ベティ・コムデン（Betty Comden、1917年5月3日 - 2006年11月23日）は、アメリカの作詞家、映画の脚本家。
1944年ブロードウェイ・ミュージカル『オン・ザ・タウン』の作詞と脚本がMGMの名製作者アーサー・フリードの目にとまり、1947年頃から「作詞ができる」脚本家としてアドルフ・グリーンと共に二人三脚で活躍する。
グリーンとはしばしば夫婦に間違えられるほどの名コンビで、数多くの脚本を共同執筆した。ショウビジネスの舞台裏を描いたコメディタッチのミュージカル作品を得意とし、機知に富んだ軽妙な台詞のやりとりに特色がある。代表作として『踊る大紐育』（1949年）、『雨に唄えば』（1952年）、『バンド・ワゴン』（1953年）など。
また、コムデン＝グリーンのコンビは作詞家としても有名で、特に日本劇場未公開ながら『私を野球につれてって』（1949年）などにも作詞している（一番有名な「Take Me Out to the Ball Game」自体は古い既存曲であったが、このミュージカル映画で一躍有名になる）。
後に20世紀フォックスに動いて、通常のコメディ作品の脚本も手がけ、また一般映画の挿入歌やブロードウエイ・ミュージカルの作詞も数が多い。例えば『レオン』（1994年）の「I like myself」の作詞は彼らである。特にミュージカルの舞台部門において、7個のトニー賞を獲得している。
執筆した脚本と同じくジョークとユーモアを愛する人柄で、『ブロードウェイのバークレー夫妻』の打ち合わせで、フレッド・アステアとジュディ・ガーランドを前に、グリーンともどもできあがったばかりの脚本を朗読したときには、2人が笑いころげるほどの「名演」であったと言う。『バンド・ワゴン』に出てくる脚本家のマートン夫妻（オスカー・レヴァント、ナネット・ファブレイ扮）は、コムデンとグリーン本人をモデルとした役である。
心臓疾患のため91歳にて死去した。

## 主な作品
- 『私を野球につれてって』 - Take Me Out to the Ball Game (1949年) ※一部の作詞
- 『ブロードウェイのバークレー夫妻』 - The Barkleys of Broadway (1949年) ※共同脚本
- 『踊る大紐育』 - On the Town (1949年) ※共同脚本
- 『雨に唄えば』 - Singin' in the Rain (1952年) ※共同脚本
- 『ワンダフル・タウン』 - Wonderful Town (1953年) ※共同作詞
- 『バンド・ワゴン』 - The Band Wagon (1953年) ※共同脚本
- 『メイム叔母さん』 - Auntie Mame (1958年) ※共同脚本
- 『ベルズ・アー・リンギング』 - Bells Are Ringing (1960年) ※共同脚本
- 『何という行き方!』 - What a Way to Go! (1964年) ※共同脚本
- 『アプローズ (喝采)』 - Applause (1970年) ※共同脚本
- 『20世紀号に乗って』 - On the Twentieth Century (1978年) ※共同脚本・作詞
- 『雨に唄えば』 - Singin' in the Rain (1983年) ※共同脚本
- 『ウィル・ロジャース・フォーリーズ』 - The Will Rogers Follies (1991年) ※共同作詞